# Árpád Pászkány
Árpád Zoltán Pászkány (n. 19 noiembrie 1971, Sfântu Gheorghe, Covasna, România) este un om de afaceri din Cluj-Napoca.
Deține dealerul auto Ecomax General Investments,
precum și cel mai important imobil de birouri din Cluj, Sigma Center, este administratorul companiei Polus și reprezentant în România al holdingului Trigranit din Budapesta.
Este și unul dintre cei mai importanți jucători din domeniul imobiliar din Cluj.

## Controverse
În iulie 2009, Árpád Pászkány a fost trimis în judecată de procurorii DIICOT sub acuzația săvârșirii infracțiunilor de sprijinire a unui grup infracțional organizat și de șantaj.
A fost acuzat că, în perioada 2004 - 2006, a susținut financiar un grup infracțional, condus de Liviu Aurel Man, prin finanțarea, sub diverse forme, a publicațiilor aparținând trustului Gazeta, și a folosit publicațiile acestuia în interes personal sau al societăților sale, orchestrând șantajul exercitat de către membrii grupului, respectiv pentru a determina societățile concurente să facă sau să nu facă anumite activități, să renunțe la participarea la licitații sau să încheie contracte în scopul de a obține foloase materiale în scop ilicit.

## Fotbal
Árpád Pászkány a fost patronul echipei de fotbal CFR Cluj, făcându-se remarcat în urma performanțelor pe care le-a avut CFR Cluj, atât în Liga 1 cât și în Liga Campionilor UEFA.
El a reușit sa aducă această echipă în Liga 1, apoi să câștige de trei ori Campionatul de fotbal al României, precum și Cupa României. Echipa a jucat și în Liga Campionilor.